# Sylvie van Gucht
Sylvie van Gucht (30 de noviembre de 1962) es una deportista francesa que compitió en lucha libre. Ganó tres medallas de oro en el Campeonato Mundial de Lucha entre los años 1987 y 1990, y una medalla de oro en el Campeonato Europeo de Lucha de 1988.

## Palmarés internacional
| Campeonato Mundial | Campeonato Mundial  | Campeonato Mundial | Campeonato Mundial |
| Año                | Lugar               | Medalla            | Categoría          |
| ------------------ | ------------------- | ------------------ | ------------------ |
| 1987               | Lørenskog (Noruega) | Medalla de oro     | 53 kg              |
| 1989               | Martigny (Suiza)    | Medalla de oro     | 53 kg              |
| 1990               | Luleå (Suecia)      | Medalla de oro     | 53 kg              |
| Campeonato Europeo |                     |                    |                    |
| Año                | Lugar               | Medalla            | Categoría          |
| 1988               | Dijon (Francia)     | Medalla de oro     | 53 kg              |